# Guided tour
Guided tour is een studioalbum van Gary Burton en zijn kwartet. Het album is opgenomen in de MSR-geluidsstudio in New York. Het kwartet had juist daarvoor een tournee gehouden door Europa en gaf na het verschijnen van het album nog concerten in Verenigde Staten. Het is vermoedelijk het laatste album van de vibrafonist, in maart 2017 (zonder album in zicht) kondigde hij aan dat hij met pensioen ging.  

## Musici
- Gary Burton – vibrafoon
- Julian Lage – gitaar
- Scott Colley – basgitaar
- Antonio Sanchez – slagwerk

## Muziek
| Nr. | Titel                                                                 | Duur |
| --- | --------------------------------------------------------------------- | ---- |
| 1.  | Caminos (Sanchez)                                                     | 7:20 |
| 2.  | The lookout (Lage)                                                    | 5:55 |
| 3.  | Jane Fonda called again (Burton)                                      | 6:25 |
| 4.  | Jackalope (Fred Hersch)                                               | 6:35 |
| 5.  | Once upon a summertime (Eddie Barclay, Michel Legrand, Johnny Mercer) | 6:45 |
| 6.  | Sunday’s uncle (Lage)                                                 | 6:07 |
| 7.  | Rememering Tano (Burton)                                              | 6;56 |
| 8.  | Helena (Lage)                                                         | 7;19 |
| 9.  | Legacy (Colley)                                                       | 6:41 |
| 10. | Monk fish (Sanchez)                                                   | 4:48 |